# Morretes
Morretes ist ein brasilianisches Munizip im Südosten des Bundesstaats Paraná. Es hat 18.309 Einwohner (2022), die sich Morretenser nennen. Seine Fläche beträgt 685 km². Es liegt 11 Meter über dem Meeresspiegel.

## Etymologie
Der Name des Orts geht auf die Tatsache zurück, dass er von kleinen Hügeln umgeben ist, die Morretes (Verkleinerungsform von Morro = Hügel) genannt wurden. Ursprünglich wurde 1811 der Gerichtsbezirk und später (1841) die Vila unter dem Namen des Flusses Nhundiaquara gegründet. Erst 1870 wurde die Vila umbenannt und erhielt den heutigen Namen.

## Geschichte

### Besiedlung
Bis zum 16. Jahrhundert lebten im heutigen Gebiet der Gemeinde Eingeborene vom Volk der Carijós. Mit der Entdeckung von Goldvorkommen ab 1646 wurde die Region von Goldschürfern und Abenteurern aus São Paulo besetzt. Im Jahr 1721 wurde das Dorf Morretes offiziell gegründet.
Der Ouvidor Rafael Pires Pardinho des Kapitanats São Paulo veranlasste 1721 den Stadtrat von Paranaguá, 300 Klafter im Quadrat zu vermessen und abzugrenzen, um den Sitz einer künftigen Siedlung Morretes zu bestimmen. Am 31. Oktober 1733 fand die Landvermessung dort statt, wo der Hafenmeister João de Almeida wohnte. Dieser wurde der erste Bewohner des abgegrenzten Landes. Es wurden zwei Häuser gebaut, von denen das eine auf dem Kirchenhügel João de Almeida gehörte. Das andere wurde Casa da Farinha (Haus des Mehls) genannt.
Die Besiedlung der Stadt lief langsam vonstatten. Mitte des 18. Jahrhunderts zogen Kapitän Antonio Rodrigues de Carvalho und seine Frau Maria Gomes Setubal aus Paranaguá nach Morretes. Sie erhielten die Erlaubnis des Papstes, eine Kapelle zu errichten. Diese wurde 1769 gebaut. Sie bekam den Namen Nossa Senhora do Porto e Menino Deus dos Três Morretes (deutsch: Unsere Liebe Frau vom Hafen und Kind Gottes von den drei Hügeln). Von da an erlebte der Ort einen großen Aufschwung. Der Handelsplatz wurde zu einem obligatorischen Anlaufpunkt für Reisende, die die Serra hinauf- und hinunterzogen.
Im Jahr 1812 wurde mit dem Bau der heutigen Mutterkirche Nossa Senhora do Porto begonnen, die an der Stelle der ursprünglichen Kapelle steht.
In der ersten Hälfte des 19. Jahrhunderts erbauten Sklaven die Kirche São Sebastião in Porto de Cima. Sie wurde unter Anrufung der Nossa Senhora da Guia, der Schutzpatronin der Reisenden, und von São Sebastião geweiht.
Morretes spielte eine wichtige Rolle in der wirtschaftlichen und politischen Entwicklung des Staates, vor allem während des Goldzyklus von 1665 bis 1735, als es viele Gruben gab, darunter auch die Mine von Penajóia. Während des Matezyklus 1820 bis 1880 wurden die Verarbeitungsanlagen fast alle mit Wasserkraft angetrieben. Die Mate-Ernte kam über die Estrada da Graciosa nach Morretes. In diesem Zyklus wurde 1848 das erste Theater von Paraná im Largo da Parada errichtet.
Mit dem Bau der Eisenbahn, deren Verkehr 1885 aufgenommen wurde, ging es mit Morretes schwindelerregend bergab. Der Handel wurde stark geschädigt, die Herba-Mate-Mühlen wurden stillgelegt und die gesamte sozioökonomische und kulturelle Struktur der Stadt wurde beeinträchtigt.

### Erhebung zum Munizip
Morretes wurde durch das Provinzgesetz Nr. 16 vom 1. März 1841 aus Antonina ausgegliedert und unter dem Namen Nhundiaquara in den Rang einer Vila erhoben. Es wurde am 5. Juli 1841 als Vila installiert.

## Geografie

### Fläche und Lage
Morretes erstreckt sich von der Serra do Mar bis in die Küstenebene von Paraná. Seine Fläche beträgt 685 km². Es liegt auf einer Höhe von 11 Metern.

### Vegetation
Das Biom von Morretes ist Mata Atlântica.

### Klima
Das Klima ist gemäßigt warm. Es werden hohe Niederschlagsmengen verzeichnet (2271 mm pro Jahr). Im Jahresdurchschnitt liegt die Temperatur bei 20,3 °C. Die Klimaklassifikation nach Köppen und Geiger lautet Cfa.

### Gewässer
Morretes liegt am Rio Nhundiaquara. Er entspringt auf 1050 m Höhe am Kamm der Serra do Mar im Nordwesten des Munizips in der Nähe des Morro Pelado (1252 m). Er mündet im Osten des Munizips in die Bucht von Paranaguá.

### Eisenbahn
Die Estrada de Ferro Curitiba Paranaguá verbindet Morretes mit Curitiba und Paranaguá. Ihre Nebenstrecke Ramal de Antonina führt nach Antonina.

### Straßen
Morretes ist über die PR-408 an die BR-277 angebunden, die von Curitiba zum Hafen Paranaguá führt. Die PR-410 (Estrada da Graciosa) zwischen Antonina und Quatro Barras durchquert den nördlichen Bereich des Munizips, wobei der Hauptort über die PR-411 mit ihr verbunden ist.

### Nachbarmunizipien
| Campina Grande do Sul und Quatro Barras |                                             | Antonina  |
| Piraquara                               | Kompassrose, die auf Nachbargemeinden zeigt | Paranaguá |
| São José dos Pinhais                    |                                             | Guaratuba |

## Stadtverwaltung
Bürgermeister: Sebastião Brindarolli Junior, PSD (2021–2024)
Vizebürgermeister: Vitor Angelo Bertolin, PSB (2021–2024)

## Demografie

### Bevölkerungsentwicklung
| Jahr                   | Einwohner | Stadt    | Land     |
| ---------------------- | --------- | -------- | -------- |
| 1872                   | 4.889     | 90 % (1) | 10 % (2) |
| 1900                   | 6.394     | 0 %      | 0 %      |
| 1920                   | 8.486     | 0 %      | 0 %      |
| 1940                   | 10.035    | 24 %     | 76 %     |
| 1950                   | 10.566    | 26 %     | 74 %     |
| 1960                   | 11.654    | 29 %     | 71 %     |
| 1970                   | 11.836    | 34 %     | 66 %     |
| 1980                   | 13.245    | 43 %     | 57 %     |
| 1991                   | 13.135    | 47 %     | 53 %     |
| 2000                   | 15.275    | 47 %     | 53 %     |
| 2010                   | 15.718    | 46 %     | 54 %     |
| 2022                   | 18.309    |          |          |
| (1) Freie, (2) Sklaven |           |          |          |

Quelle: IBGE (2011) und Volkszählung 2022

### Ethnische Zusammensetzung
| Gruppe * | 1991    | 2000    | 2010    | wer sich als …                                                                   |
| --- | ------- | ------- | ------- | -------------------------------------------------------------------------------- |
| Weiße | 70,6 %  | 64,0 %  | 64,0 %  | weiß bezeichnet                                                                  |
| Schwarze | 0,6 %   | 1,4 %   | 3,9 %   | schwarz bezeichnet                                                               |
| Gelbe | 0,7 %   | 0,7 %   | 1,0 %   | von fernöstlicher Herkunft wie japanisch, chinesisch, koreanisch etc. bezeichnet |
| Braune | 28,0 %  | 33,5 %  | 31,1 %  | braun oder als Mischung aus mehreren Gruppen bezeichnet                          |
| Indigene | 0,0 %   | 0,1 %   | 0,1 %   | Ureinwohner oder Indio bezeichnet                                                |
| ohne Angabe | 0,0 %   | 0,4 %   | 0,0 %   |                                                                                  |
| Gesamt | 100,0 % | 100,0 % | 100,0 % |                                                                                  |
| *) Anmerkung: Das IBGE verwendet für Volkszählungen ausschließlich diese fünf Gruppen. Es verzichtet bewusst auf Erläuterungen. Die Zugehörigkeit wird vom Einwohner selbst festgelegt. |         |         |         |                                                                                  |

Quelle: IBGE (Stand: 1991, 2000 und 2010)

## Kultur und Sehenswürdigkeiten

### Eisenbahn von Curitiba nach Morretes
Diese Strecke bietet eine der spektakulärsten Zugfahrten der Welt. Besonders die Talfahrt präsentiert eindrucksvoll die Wunder der Serra do Mar. Eiserne Brücken, Klippen, Wasserfälle, Dörfer, reißende Flüsse, Vögel und viele andere Schönheiten bieten sich dem Anblick.

### Estrada da Graciosa
Die Estrada da Graciosa ist eine kurvenreiche Strecke, die Curitiba mit Antonina verbindet. Sie führt durch ein Gebiet der Serra do Mar, in dem die Mata Atlântica (der Atlantische Regenwald) noch gut erhalten ist. Die Strecke ist sehr schön, mit mehreren Aussichtspunkten und Bereichen mit bewirtschafteten Rastplätzen.

### Igreja Matriz Nossa Senhora do Porto
Die Hauptkirche von Morretes hat eine besondere Geschichte. Anfangs gab es in der Stadt nur eine einzige Kapelle. Fast 100 Jahre nach der Gründung des Dorfs wurde 1812 mit dem Bau der heutigen Kirche an einem der höchsten Punkte der Stadt begonnen. Sie wurde 1850 eingeweiht. Sie wurde auf den Namen Nossa Senhora do Porto getauft. Während einer Prozession im Jahr 1849 fiel das Bildnis der Nossa Senhora do Porto, der Schutzpatronin von Morretes, von der Sänfte herab und zerbrach in Stücke. Im selben Jahr wurde ein aus Bahia stammendes Bild bestellt, das aus Holz geschnitzt und mit Gips überzogen war.

### Historisches Stadtzentrum
Die im 18. Jahrhundert gegründete Stadt Morretes hat sich ihre kolonialen Häuser und typisch portugiesischen Straßen gut erhalten. Besichtigungstouren oder Spaziergänge starten am besten am Ufer des Rio Nhundiaquara. Einige der Häuser können besichtigt werden, andere wurden in Restaurants, Museen, Geschäfte und Kulturräume umgewandelt.

## Wirtschaft

### Kennzahlen
Mit einem Bruttoinlandsprodukt pro Einwohner von 21.433,48 R$ (rund 4.800 €) lag Morretes 2019 an 327. Stelle der 399 Munizipien Paranás.
Sein mittelhoher Index der menschlichen Entwicklung von 0,686 (2010) setzte es auf den 285. Platz der paranaischen Munizipien.

## Persönlichkeiten
- Frederico Lange de Morretes (1892–1954), Maler, Zeichner, Graveur, Hochschullehrer und Zoologe